# Francesc Orella
Francesc Orella, né le 11 juin 1957 à Barcelone, est un acteur espagnol.

## Biographie
Francesc Orella fait ses débuts à la télévision en 1994 dans une série de TV3, et, en 2000, devient connu en Espagne pour son apparition dans la série El comisario.
En 2015, il obtient le rôle principal de la série catalane Merlí diffusée sur TV3 Catalunya puis sur La Sexta. Il incarne un professeur de philosophie aux méthodes très spéciales. La fiction devient très vite un phénomène.

## Filmographie partielle

### Au cinéma
- 1983 : Asalto al Banco Central : Atracado
- 1988 : Luces y sombras
- 1989 : Le Pont de Varsovie (Pont de Varsòvia) : Professor
- 1990 : Boom Boom : Ramón
- 1990 : La teranyina : Obrer
- 1992 : Los mares del sur : Ladillas
- 1994 : Roig : Padre
- 1995 : Ábreme la puerta : Juan
- 1995 : El perquè de tot plegat : Egotista (segment "Ego")
- 1995 : La conversió
- 1995 : Land and Freedom : Casado
- 1997 : La Moños : Ricardo
- 1998 : Tan lejos, tan cerca
- 1998 : A tiro limpio : Fito
- 1998 : Subjúdice : Martí
- 1998 : El pianista : Quintana
- 1998 : Déjeme que le cuente : Borracho
- 1999 : La Ville des prodiges
- 2000 : Morir (o no) : Víctima
- 2000 : Yoyes : Hombre mechero
- 2000 : El viaje de Arián
- 2001 : Mi dulce : Antonio
- 2001 : Clara y Elena : Eddy
- 2002 : Smoking Room : Martínez
- 2003 : Nudos : Mario
- 2003 : Utopía : Padre Ochoa
- 2003 : La suerte dormida : Miguel Ángel
- 2004 : El año del diluvio : Cabo Lastre
- 2005 : 2e Round (Segundo asalto) : Mendiri
- 2005 : Disonancia
- 2006 : Remake : Guarda Jurado Mayor
- 2006 : La silla : Artista
- 2006 : Capitaine Alatriste : Capitán Bragado
- 2008 : Shiver (Eskalofrío) : Dimas
- 2009 : Tres dies amb la família : Toni
- 2010 : Les Yeux de Julia (Los ojos de Julia) : Inspector Dimas
- 2011 : Mil cretins : Brotto
- 2011 : Silencio en la nieve : Reyes Zarauza
- 2012 : Els nens salvatges : Àngel
- 2014 : Stella cadente : El Bisbe
- 2014 : Lasa y Zabala : Galindo
- 2014 : Interior. Família.
- 2015 : Truman : Actor Restaurante
- 2016 : Brava
- 2017 : L'Accusé : Félix Leiva
- 2017 : Le Gardien invisible de Fernando González Molina : Fermin Montés
- 2018 : Mirage (Durante la tourmenta) d'Oriol Paulo : Dr Fell
- 2019 au cinéma : Elisa et Marcela d'Isabel Coixet : le père de Marcela

### À la télévision
- 2000 : Andorra, entre el torb i la Gestapo
- 2005-2010: Ventdelplà
- 2014 : Pieds nus sur le sol rouge
- 2015 : Carlos, rey emperador : le pape Adrien VI
- 2015 : #Philo (Merlí)[1] : Merli[2]
- 2020 : La Unidad : Jesús Jiménez (6 épisodes)
- 2024 : L'Affaire Asunta : l'avocat Juanjo Domínguez

## Voix francophones
En version française, Francesc Orella est doublé à deux reprises par Stefan Godin (Mirage et Santa Evita (es)) et Pascal Racan (De chair et d'os et Une offrande à la tempête). À titre exceptionnel, il a été doublé par plusieurs comédiens tels que Jean-Michel Fête dans Les Yeux de Julia, Gérard Rouzier dans #Philo, Philippe Mijon et Gérard Dessalles dans L'Accusé, Patrick Descamps dans Le Gardien invisible, Bruno Magne dans Philo : Sapere aude, Marc Perez dans El buen patrón, Patrick Waleffe dans Un jour après l'autre (es) et Mathieu Buscatto dans L'Affaire Asunta.